# Anna Sophie Schack
Anna Sophie lensgrevinde Schack, født Rantzau (4. september 1689 i Hamborg – 28. september 1760 på Giesegård) var en dansk adelsdame og godsejer.

## Liv
Anna Sophie Rantzau var datter af gehejme- og landråd Christian Rantzau (1649-1704) og Margrethe Rantzau (1642-1708) og voksede op hos fasteren Anna Pogwisch til Weissenhaus i Holsten og blev 22. april 1711 gift med Hans Schack, lensgreve til Schackenborg og derudover besidder af det store gods Gram i Nordslesvig. Hans Schack var blevet enkemand året forinden og havde af sit første ægteskab sønnen Otto Didrik Schack. Anna Sophie Schack fødte ham en datter. I 1712 opnåede Hans Schack at blive optaget i det slesvig-holstenske ridderskab, hvilket hans familiære bånd til de gamle adelsslægter i hertugdømmerne sikkert har været medvirkende til.
Hans Schack døde allerede i 1719, og hustruen stod nu i spidsen for grevskabet Schackenborg og Gram gods som formynder for den knap tiårige stedsøn. Året efter mistede hun sin datter af børnekopper, der også ramte stedsønnen, men Anna Sophie fik ham flyttet til Berlin, hvor han fik behandling og overlevede.
Flere familiemedlemmers dødsfald gjorde ved tilfældighedens gunst Anna Sophie Schack til godsejer i en årrække. I 1741 døde stedsønnen, Otto Didrik, blot 31 år gammel. Arvingen var hans ældste søn, der også bar navnet Hans Schack. Han var født 1735, det vil sige endnu kun et barn, og hans moder måtte derfor styre godserne for ham. Ved hendes tidlige død i 1748 trådte Anna Sophie endnu engang til og overtog på ny ledelsen af grevskabet.
I 1726 lånte Anna Sophie 50.000 rigsdaler til sin ven, overkrigssekretær Christian Carl Gabel mod pant i Giesegård, Spanager og Ottestrup på Midtsjælland. Venskabet brast imidlertid, og et frieri fra hans side blev afvist. I 1734 opsagde hun lånet og fik i 1736 skøde på de tre godser. Af stedsønnen, der nu som myndig havde overtaget Schackenborg og Gram, købte hun samme år Gram. 1733-36 forpagtede hun godset Seekamp i Holsten, der blev tilføjet til Schackenborgs godsmængde.
Med årene blev hendes aktiviteter som godsejer kun mere omfattende, især på de ejendomme, hun selv var ejer af. På Giesegård opførte hun en ny hovedbygning, og på Gram ombyggede hun slottet. På Sjælland øgede hun 1752 sit godskompleks med Juellund, og i Nordslesvig erhvervede hun 1754 godset Nybøl. Året forinden havde hun købt det nuværende Thotts Palæ på Kongens Nytorv, og i 1754 viste hun sin økonomiske magt ved at overtage det Amalienborg-palæ, der var under opførelse ved Severin Leopoldus Løvenskiold. Bygherren havde nemlig svært ved at overkomme opgaven økonomisk. I stedet for overtog Løvenskiold en gård, Anna Sophie Schack ejede på Amagertorv. Efter en brand stod Schacks Palæ, det nuværende Christian IX's Palæ, endelig færdigt i 1757. I 1751 havde hun modtaget hun den af enkedronning Sophie Magdalene i 1732 indstiftede orden l'union parfaite.
Men på grund af denne byggeiver og købelyst oparbejdede hun samtidig en betydelig gæld, der kom til at hæfte på Giesegård lige til 1818. Samtidig kan det ikke overraske, at en energisk og velhavende kvinde på den tid blev mødt med mistænksomhed, og hun ragede ofte uklar med sine bønder. Derfor huskes hun på Schackenborg som "den onde Grevinde", i lighed med Ingeborg Skeel m.fl. Hendes forhold til stedsønnen, hvis uddannelse og karriere hun tilrettelagde, var aldrig det bedste og blev forværret med årene. Det samme kan siges om hendes relationer til dennes søn og arvtager. I 1758 måtte der derfor nedsættes en kommission for at udjævne stridighederne, og kort før sin død opsatte hun et testamente, hvori hun helt forbigik Hans Schack og afgjorde, at Giesegård med Juellund, Ottestrup og Spanager samt Gram og Nybøl skulle oprettes til et stamhus for hans yngre broder Frederik Christian Schack.
Hun deltog også i tidens kulturelle liv, særligt kredsen omkring brødrene Christian Ludvig og Carl Adolph von Plessen, og hun brevvekslede med den lærde historiker Hans Gram, som var Plessen-brødrenes protegé.
På Schackenborg findes et portrætmaleri af hende malet posthumt 1786 af A. Nansen.